# Psaliodes jabata
Psaliodes jabata là một loài bướm đêm trong họ Geometridae.